# Sui mari della Cina
Sui mari della Cina (China Seas) è un film del 1935 diretto da Tay Garnett.

## Trama
Su una nave che fa servizio di trasporto tra Hong Kong e Singapore si trovano diversi passeggeri, il battello è comandato da un giovane comandante, accompagnato dalla sua amante. Quando l'uomo si fidanza con una vedova, costei decide di vendicarsi rivolgendosi a un criminale fornendogli le chiavi dell'armeria. Il bieco individuo favorisce la salita a bordo di un gruppo di pirati che si impossessano della nave, nonostante la resistenza del giovane comandante.
I pirati non riescono a trovare le casse d'oro che si trovavano nella stiva della nave, dopo essere scesi dalla nave vengono uccisi dal fuoco dell'equipaggio, dopodiché il comandante apre le indagini per capire l'accaduto, arrivando all'identificazione del bandito, che preferisce suicidarsi, e alla scoperta che è stata la gelosia della sua amante la causa di tutto. Chiarita la storia il matrimonio tra i due chiuderà il brutto episodio della loro vita.